# Michael Allendorf
Michael Allendorf (ur. 16 września 1986 w Gießen) – niemiecki piłkarz ręczny, reprezentant kraju grający na pozycji lewoskrzydłowego. Obecnie występuje w Bundeslidze, w drużynie MT Melsungen.